# Ernst Barlach Museum Ratzeburg

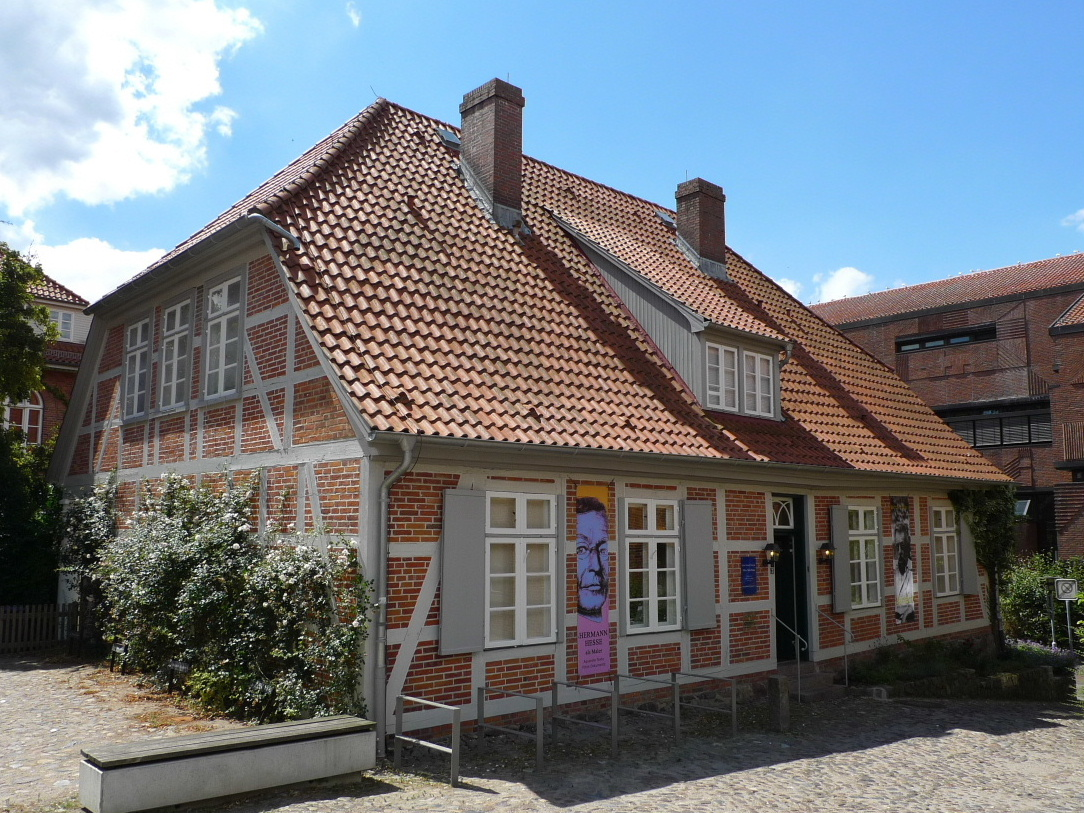
Ernst Barlach Museum Ratzeburg (2010)

Das Ernst Barlach Museum Ratzeburg befindet sich in dem Haus in Ratzeburg, in dem Ernst Barlach einen Teil seiner Kindheit verbrachte. In dem Museum sind Werke Barlachs ausgestellt.

## Geschichte des Hauses
„Nach kurzer Zeit zogen wir aus der Seestraße in das alte Haus mit dem hohen Dach, das ich mein Vaterhaus nenne.“ – so beginnt Ernst Barlach in seiner Autobiographie „Ein selbsterzähltes Leben“ die Beschreibung des Hauses in Ratzeburg, in dem er sechs Jahre lebte. Dr. Georg Barlach, Ernst Barlachs Vater, hatte in Ratzeburg mit seiner Familie zunächst in der Seestraße gewohnt, bis er im Jahre 1878 das Haus neben der Stadtkirche St. Petri für 13.000 Mark erwarb, um darin seine Arztpraxis und eine Wohnung für die Familie einzurichten. Das eingeschossige Traufenhaus mit den vier Säulen zur Gartenseite war um 1840 im Stil des ländlichen Klassizismus erbaut worden und wird dem königlich dänischen Hofarchitekten Christian Frederik Hansen zugeschrieben.
Nach dem frühen Tod des Vaters im Jahre 1884 zog die Familie, zu der neben Ernst drei weitere Söhne gehörten, zurück nach Schönberg (Mecklenburg). In den folgenden Jahren wurde im ehemaligen Garten eine Schule gebaut. Das Haus selbst diente seit 1941 als Wohnung für die Pastoren der St. Petri-Kirche und als evangelisch-lutherisches Pfarramt und wurde im Jahre 1956 von der Ernst Barlach Gesellschaft Hamburg erworben. Die Familie Barlach, die den Nachlass verwaltet, stellt seit dieser Zeit Arbeiten des Künstlers zur Verfügung. Im selben Jahr wurde das erste Ernst Barlach Museum der Bundesrepublik eröffnet. Der einzige Sohn des Künstlers, Nikolaus Barlach, war für mehr als ein Jahrzehnt Kustos und wohnte mit seiner Familie im Haus.
Ab Dezember 1980 wurde das Museum von Grund auf saniert mit finanzieller Hilfe des Bundes, des Landes Schleswig-Holstein, des Kreises Herzogtum Lauenburg, der Stadt Ratzeburg, die seither Eigentümerin ist, sowie der Ernst Barlach Gesellschaft, die das Museum betreibt und den Nießbrauch für das gesamte Grundstück hat. Im Februar 1982 erfolgte die feierliche Wiedereröffnung.

## Die Ausstellung
Anlässlich des 150-jährigen Jubiläums des Künstlers im Jahr wurde die dortige Dauerausstellung aufwändig neukonzipiert. Seitdem versteht sich das Museum als multimedialer Denkraum für Vergangenheit, Gegenwart und Zukunft, der zeigt, wie relevant sich Barlachs Kunst auch in heutige Fragestellungen einmischt. Erweitert um digitale Angebote, die Barlachs Lebenswelt interaktiv erfahrbar machen, zeigt die Ausstellung Bronzeplastiken, Werkmodelle, Keramiken, Lithographien und Holzschnitte Ernst Barlachs. 
Das Obergeschoss widmet sich dem Schriftsteller und Dramatiker Barlach.